# Vadholmen
Vadholmen är en ö i Finland. Den ligger i Finska viken och i kommunen Lovisa i den ekonomiska regionen  Lovisa i landskapet Nyland, i den södra delen av landet. Ön ligger omkring 67 kilometer öster om Helsingfors.
Öns area är 2 hektar och dess största längd är 290 meter i sydöst-nordvästlig riktning. Närmaste större samhälle är Lovisa, 19,2 km norr om Vadholmen.